# Totenglaube und Jenseitsvorstellungen der Hethiter
Der hethitische Totenglaube und die hethitischen Jenseitsvorstellungen bilden einen bedeutenden Bestandteil der hethitischen Mythologie, der sich mit dem menschlichen Tod und dem Leben nach dem Tod befasst.

## Seelenkonzepte bei den Hethitern
Für die Hethiter hatten sowohl Menschen als auch Götter und Tiere einen Körper (heth. tuekka-, sumerographisch NÍ.TE) und eine Seele oder Lebenssubstanz (heth. ištanza(n(a))-, sumerographisch ZI). Die Seele war der Sitz des Denkens, des Willens und der Persönlichkeit. Sitz der Emotionen waren sowohl die Seele als auch die Eingeweide (heth. karat-, sumerographisch ŠÀ). Anders als die Seelen der Tiere waren die Seelen der Menschen und Götter unsterblich und starben nicht mit dem Körper. Die vervollkommnete Menschenseele des Verstorbenen wird in einem hethitischen Ritualtext als „reine Angelegenheit der Sonnengottheit“ und als gottgleich (wörtlich: Gott) bezeichnet.

## Der Tod bei den Hethitern
Die Hethiter kannten zahlreiche euphemistische Bezeichnungen für den Tod, den Todestag oder die Todesstunde. So war die Todesstunde die „abgeschnittene Zeit“ (heth. lammar kartan). Ein weiterer Euphemismus für das Sterben war „vom Wege abtreten“. Eine ganze Reihe Bezeichnungen scheint dem Ahnenglauben zu entspringen. Stirbt der hethitische König oder die hethitische Königin, so „wird er bzw. sie Gott“ (heth. šiu(n)) und „erreicht den Berg“, in dem seine Ahnen wohnen. Zudem hieß der Todestag bei den Hethitern der „Tag der Mutter“ oder der „Tag seines Vaters und seiner Mutter“, ein Ausdruck, der sich klar vom Ahnenglaube ableitete. Der „Tag der Mutter“ drückt die hethitische Überzeugung aus, dass der durch die Mutter geborene Mensch aus der Unterwelt kommt und am Tag seines Todes von selbiger abgeholt wird, um der Gewalt der unterweltlichen Sonnengöttin der Erde entrissen zu werden und auf die Weide der Seligen gebracht zu werden, sodass der Tod als eine Art Geburt verstanden wurde. Der Todestag wurde zudem „Tag seines/ihres Schicksals“ genannt. Der „günstige Tag“ (sumerographisch UD.SIG5) war ein weiterer Euphemismus des Todestages, der als Personifizierung desselben als Gott verehrt wurde und Opfergaben empfing.
Die Hethiter unterschieden zwischen einem „guten“ und einem „bösen“, einem unzeitigen Tod. Wenn ein Mensch jung starb, so konnten die Schicksalsgöttinnen Gulšeš oder die ihnen entsprechenden hurritischen Schicksalsgöttinnen Ḫudena Ḫudellura dafür verantwortlich gemacht werden. In den meisten Fällen jedoch wurde ein vorzeitiger Tod als Reaktion der Götter auf ein vorangegangenes menschliches Fehlverhalten betrachtet, welches die Götter erzürnt hatte. Daher wurde versucht die Gründe des Götterzorns mittels eines Orakels herauszufinden oder die zuständige Gottheit durch Gebete und Opfergaben zu befrieden. Auch gab es magische Rituale, die helfen sollten das drohende Geschick abzuwenden.

## Totenkult

### Bestattungsriten
Da unbestattete Tote nach hethitischem Glauben zwischen Diesseits und Jenseits umherwandeln mussten und solche Totengeister von den Menschen gefürchtet wurden, war die Bestattung der Toten und das damit einhergehende korrekte Totenritual eine Notwendigkeit.
Die Hethiter kannten sowohl Körperbestattungen als auch Brandbestattungen. Auf Körperbestattungen weisen die taknaz dā-Rituale hin, bei denen sich ein vom Tode Bedrohter wie ein Toter in die Erde legen musste, um nach abgewendeter Bedrohung aus der Erde „wiederaufzuerstehen“. Brandbestattungen waren hingegen in der hethitischen Königsfamilie der Großreichszeit die Regel. Im 2. Jahrtausend v. Chr. wurde den archäologischen Nachweisen zufolge die Einäscherung zunehmend gebräuchlich, auch wenn es Friedhöfe mit sowohl Urnen- als auch Erdbestattungen geben konnte. Verschiedene Objekte konnten als Urnen verwendet werden. So sind Pithoi bekannt, die mit Steinen oder Bechern bedeckt wurden. Auch Krüge mit Vogelschnabelausguss wurden als Urnen verwendet. Erdbestattungen fanden in Gestalt von Grubengräbern, Pithosgräbern oder Steinkistengräbern statt. Auf dem Friedhof von İlica wurden die Gräber durch Reihen von Steinmonolithen markiert.
Die Art der Bestattung oder des Totenrituals war bei den Hethitern unter Umständen von der Art der Todesursache abhängig. Beispielsweise musste ein Toter, der vom Blitz erschlagen worden war, vor seiner Bestattung von einem Priester des Wettergottes rituell gereinigt werden. Es besteht die Möglichkeit, dass die Hethiter Leichenwaschungen durchführten. Darauf weist ein Abschnitt im Testament Ḫattušilis I. hin, in welchem der kranke König die Frau Ḫaštayar bittet ihn zu waschen, ihn an ihrer Brust zu halten und ihn an ihrer Brust in/mit der Erde zu schützen.
Bei der Bestattung wurden dem Verstorbenen zerbrochene Gegenstände als Grabbeigaben mit ins Grab gegeben, wohl in dem Glauben, dass die „Seelen“ der Gegenstände ihre gleich dem Körper des Verstorbenen zerstörte materielle Hülle verlassen konnten, um gleich ihrem Besitzer im Jenseits wiederbelebt zu werden. Zu möglichen Grabbeigaben zählten – neben Kleidung – verschiedenes Vieh wie Rinder, Pferde, Maultiere und Schafe, dazu zerbrochene bäuerliche Gerätschaften und ein Rasenstück. Diese Grabbeigaben hingen mit der hethitischen Vorstellung des Jenseits als Viehweide zusammen. Tiere wurden in der Regel im ganzen geopfert, im Falle von Pferdeartigen teilweise auch nur ihre Schädel. Die zuvor genannten Herden- und Lasttiere wurden auch noch durch Schweine ergänzt. Auch zerbrochene Töpferware und Libationsgefäße dienten als Grabbeigaben. Eine Frau erhielt in einem hethitischen Ritualtext unter anderem eine Spindel und ein kureššar-Tuch als Grabbeigaben.

#### Das königliche Bestattungsritual
Bestattungsrituale sind nur für königliche Begräbnisse überliefert. Die Totenriten für Mitglieder der Königsfamilie wurden in der Hauptstadt Ḫattuša oder auch in der alten Königsstadt Zalpa durchgeführt. Der Tod eines Mitglieds der königlichen Familie galt als großes Unglück (heth. šalliš waštaiš), weil der Tod jener Person, die für die Verbindung der Menschen mit den Göttern verantwortlich war, das ganze Land großer Gefahr aussetzte, da die Verbindung zu den Göttern abgebrochen war. Die Leiche des oder der Verstorbenen wurde verbrannt. Das Begräbnisritual diente dazu, den Toten in die Gemeinschaft der Familienahnen einzuführen und seinen/ihren Ahnenkult zu beginnen. Während der Leichenverbrennung wurde auch ein Strick verbrannt und dem Verstorbenen zugerufen: „Wenn du zur Weide gehen wirst, ziehe nicht am Strick!“, um die Verbindung zum Leben zu kappen. Zeitgleich wurde die Seele des verstorbenen Mitglieds des Königshauses gemeinsam mit Gottheiten und Ahnengeistern beopfert.
Zunächst wurde der Leichnam auf einem Scheiterhaufen verbrannt. Währenddessen residierte die Seele des Toten in einem geschlachteten Pflugochsen. Am nächsten Tag kamen Frauen, um die übriggebliebenen Knochen einzusammeln. Das Feuer wurde mit Bier und Wein gelöscht. Dann wurden die Knochen in einem ölgefüllten Silberkessel gewaschen und in Leinenstoffe eingeschlagen. Danach wurden sie auf einem Stuhl (im Falle eines Mannes) oder einem Schemel (im Falle einer Frau) platziert. Der Stuhl bzw. Schemel diente möglicherweise als Aufenthaltsort der Seele während dieser Begräbnisphase. Im Beisein der Reste des Toten fand ein Leichenschmaus statt, bei welchem ein dreimaliger ritueller Trinkspruch auf die Seele des Toten ausgeführt wurde. Zeitgleich wurde ein Abbild des Toten aus Früchten in der Mitte des Scheiterhaufens errichtet. Vielleicht diente dieses Abbild als Symbol der Wiedergeburt des Toten im Jenseits und der Fruchtbarkeit. Das eigentliche Begräbnis endete mit der Überführung der Totenreste in ein als „Steinhaus“ (sumerographisch É.NA4) (auch „Steinhaus der Gottheit“ (sumerographisch É.NA4 DINGIRLIM), „Steinhaus des göttlichen Ahnen“ (heth. É.NA4 DINGIRLIM addaš), „Haus der Gebeine“ (heth. É ḫaštiyaš oder ḫaštiyaš pir, sumerographisch É GIDIM), Haus der Toten (sumerographisch É ŠA GIDIM)) bezeichnetes Mausoleum, wo die Knochen des Toten auf einem Bett platziert wurden. Die Existenz jener „Steinhäuser“ konnte bisher noch nicht archäologisch nachgewiesen werden. Zur Ahnenverehrung im „Steinhaus“ siehe den folgenden Abschnitt.
In den auf das eigentliche Begräbnis folgenden Tagen wurden magische Praktiken ausgeführt, um den Toten auf die Weide der Seligen gelangen zu lassen. Dabei wurden der Sonnengöttin der Erde ein Abbild des Verstorbenen als Ersatz für ihn und zudem Speisen und Getränke geopfert, wohl um die Unterweltsgöttin zu befrieden und sie den Geist des Königs freisetzen zu lassen. Die Statue des Verstorbenen war von sitzender Gestalt. Sie wurde auf einem Wagen zwischen verschiedenen Orten hin- und hergefahren, wo verschiedene Rituale stattfanden. Die Textüberlieferung bricht ab, bevor die Ereignisse des 14. und letzten Tages der Totenriten geschildert werden, doch wird es als unwahrscheinlich angesehen, dass eine Statue, die bei Begräbnissen verwendet wurde, später ihren Platz in einem Heiligtum fand.

### Ahnenverehrung
Die Hethiter bezeichneten die Ahnen oder Zawalli als „Götter des Vaters“ (heth. DINGIRLIM addaš, sumerographisch DINGIR(MEŠ) AB(B)U=ŠU, von hurr. en=ni atta=ni) oder „Götter des Vaters“ (heth. addaš DINGIRMEŠiš, von hurr. en(i)=na atta=ni=ve/i=na), seltener auch als „Großväter (und) Großmütter“. Die Ahnen empfingen im Ahnenkult Speise- und Trankopfer. Solche Opfer sind in schriftlichen Quellen zwar nur für die Herrscherfamilien belegt, aber werden auch in anderen Bevölkerungsschichten eine große Rolle gespielt haben. Insbesondere die Angehörigen der hethitischen Königsdynastien konnten einen über Generationen andauernden Opferkult erhalten. Die Ahnen galten als Schutzgottheiten niederen Ranges und wurden als solche verehrt und um ihre Hilfe angerufen. Die Lebenden erwarteten von den Ahnen, dass sie sich um die lebenden Familienmitglieder kümmerten und ihnen – wenn sie denn angemessen verehrt wurden – Segen und Wohlstand brachten.
Orte der Ahnenverehrung, die im Zusammenhang mit dem Palast standen, waren das „Haus des Großvaters“ (heth. É ḫuḫḫaš), das „Steinhaus“ und der ḫešta-Totentempel.
Das „Steinhaus“ war die Begräbnisstätte von Mitgliedern der Herrscherfamilie. Sie besaßen eine kultische Einrichtung und ein ständiges Personal, erinnerten mehr an einen Tempelkomplex denn an ein einfaches Grab. Zudem waren sie mit Feldern, Obst- und Weingärten, Rinder- und Schafherden ausgestattet. Bestimmte Städte und Berufsgruppen waren dem „Steinhaus“ tributpflichtig. Sie und ihre Nachkommen durften nicht nach außerhalb heiraten, da sie durch den Kontakt mit den Toten rituell verunreinigt waren. Das „Steinhaus“ war von allen Steuern befreit und konnte auch nicht verkauft werden. Im „Steinhaus“ konnten goldbelegte Statuen der Verstorbenen aufgestellt werden. Es befand sich in einer rituellen Verbindung mit dem ḫešta-Haus. Das „Steinhaus“ scheint unter dem Schutz der Schutzgottheit des Verstorbenen gestanden zu haben. So zeigt ein Relief Kammer B in Yazılıkaya, der vermutliche Grabplatz von Tudḫaliya IV., den Großkönig den Großkönig in der Umarmung des Gottes Šarruma. Ḫattušili III. widmete seiner Apologie zufolge sein „Steinhaus“ seiner Schutzgöttin Šauška von Šamuḫa.
Der ḫešta-Totentempel, der der Verehrung der Totengottheit Lelwani und der mit Lelwani verbundenen Gottheiten hattischer Tradition diente, war auch der Ahnenverehrung gewidmet. Im ḫešta-Haus wurden Statuen verstorbener Mitglieder der Königsfamilie beopfert. Vor dem Tempel brannte ein Feuer, das mit der Sitte der Totenverbrennung im Zusammenhang zu stehen scheint.
Zu Ehren toter Könige oder Königinnen wurden auch Gedenkstätten errichtet, die als „ewige Gipfel“ (heth. NA4ḫekur SAG.UŠ oder kurz ḫekur) bezeichnet wurden. Diese Kultplätze enthielten nicht notwendigerweise die sterblichen Überreste der dort verehrten Toten, konnten aber Statuen derselben enthalten. Ähnlich wie Steinhäuser konnten auch ḫekur-Häuser unter dem Schutz von Schutzgottheiten der dort verehrten Toten stehen. Bekannte Beispiele sind das ḫekur-Haus des Großkönigs Šuppiluliuma I. unter dem Schutz des KAL-Gottes und das ḫekur-Haus des Großkönigs Muwattalli II. in Tarḫuntašša, das vom Wettergott beschützt wurde. Andere ḫekur-Häuser standen unter dem Schutz der Gottheiten Pirwa oder Kammamma.
Das „Haus des Großvaters“ oder der „Palast des Großvaters“ (heth. É.GAL ḫuḫḫaš) war vor allem mit dem dynastischen Ahnenkult verbunden. Manchmal trug es noch den Namenszusatz „seiner Majestät“ (sumerographisch DUTUŠI). Ähnlich wie „Steinhäuser“ war das „Haus des Großvaters“ ein Kultplatz mit eigenem Besitz und Personal. Ein „Haus des Großvaters“ gab es neben Ḫattuša auch in Katama und Šamuḫa, die zu verschiedenen Zeiten auch hethitische Hauptstädte waren.
Die Ahnengeister konnten auch Visionen gewähren. Ein Großkönig Tudḫaliya beispielsweise empfing von den Ahnen eine Traumvision, als er im „Haus des Großvaters“ weilte. Die Toten konnten aber auch nach babylonischem Ritus beschwört werden.

### Totengeister
Nach dem Tode und der Trennung der Seele vom Körper traten die Verstorbenen als Geistwesen ins Jenseits ein. Totengeister (heth. akkant-, sumerographisch GIDIM) wiesen ähnlich wie Menschen ebenfalls Seelen auf. Die Beziehung zwischen Geist und Seele ähnelte wohl der zwischen Körper und Seele vor dem Tod, sodass Totengeister anscheinend als „körperlicher“ denn Seelen galten. Dabei waren sie wahrscheinlich immateriell, aber hatten eine Art sichtbaren Körper. Geister von Toten, die beispielsweise nicht ordnungsgemäß beerdigt worden waren oder keine Ahnenopfer erhielten, konnten den Lebenden viel Kummer verursachen. Auch Bitterkeit Feindschaft im Leben konnten einen Verstorbenen dazu veranlassen aus dem Grab heraus Rache zu nehmen. Die Gefahr durch Totengeister wurde versucht mithilfe von magischen Reinigungsritualen abzuwehren.

## Jenseitsvorstellungen
Die Hethiter kannten verschiedene und widersprüchliche Jenseitsvorstellungen. Ihnen allen war jedoch gemeinsam, dass das Totenreich im fernen Westen verortet wurde.

### Das unterirdische Totenreich
Die Hethiter kannten ein unterirdisches Totenreich mesopotamischer Prägung. Dieses lag in der finsteren Erde, wohin die Lebenssubstanz/Seele des Menschen hinabstieg. Diese Unterwelt, in hethitischen Texten als tenawa-Unterweltsbezirke bezeichnet, wurde als ein übler und trostloser Ort beschrieben, an dem die Seele ihre Verwandten und Nächsten nicht erkennen kann, weil die tenawa sie in Unkenntnis halten. Zudem mussten sich die Seelen dort von Schmutz und Brackwasser ernähren. In die tenawa-Bezirke kamen nach hethitischem Glauben die durch den Tod unvollständig gewordenen Seelen. Ähnlich war die mesopotamische Unterwelt ein dunkles Haus, dessen Bewohner sich von Schmutz und Tonerde ernährten. Dieses von sieben Mauerringen umgebene Haus scheint auch den Hethitern bekannt gewesen zu sein, erwähnen hethitische Texte doch sieben Türen der Unterwelt mit dazugehörigen Riegelbalken, für deren Öffnung ein Pförtner zuständig ist.

### Die Vervollständigung der Seele
Um nicht in den üblen tenawa-Unterweltbezirken enden zu müssen, war es für die Seele von größter Bedeutung ihre Vollständigkeit (heth. iyatar) zurückzuerlangen. Dabei erhielt sie Hilfe von den Bienen, dem Adler, dem laḫanza-Vogel (der Möwe?) und dem ḫuwalaš-Fisch. Diese Tiere beschaffen der Seele jene Materien, die die Seele zur Vervollkommnung benötigt. Die Bienen gehen auf eine drei- bis viertägige Reise und bringen der Seele die Materie des Gebirges, der Ebene und des gepflügten Feldes. Der laḫanza-Vogel bringt die Materie des Meeres, der ḫuwalaš-Fisch die Materie des Flusses und der Adler die Materie des Himmels. Dann wird das Gewünschte (die Materien(?)) mit Ingrimm geschlagen. Der Ziegenbock schlägt es mit seinem Huf, der Widder mit seinen Hörnern, das Mutterschaf mit ihrer Nase und die tränenreiche Göttin der Mutter oder Muttergöttin schlägt es mit ihren Tränen. Durch das Schlagen wird die Materie für die neun Körperteile „geöffnet“ und die Seele vervollständigt.

### Die Totenwege
Auch ein Weg in das Jenseits schien ihnen bekannt zu sein, da dem Verstorbenen im Totenritual gewünscht wurde, seine Wege sollen mit Öl gesalbt sein. Die vervollständigte Seele nimmt einem hethitischen Ritualtext zufolge den großen Weg, den unsichtbaren Weg, den der unsichtbaren(?) Weg, den der „Herr des Weges“ für sie geordnet hat. Der „Herr des Weges“ scheint eine Art Psychopompos, ein Seelenführer zu sein. Auf jenem Weg weigerte sich die Seele nicht nur die üblen tenawa-Unterweltsbezirke aufzusuchen, sondern da sie sich als gottgleich und rein betrachtete auch den arušan der sterblichen Menschen oder den dašanatta-Ort aufzusuchen, wo sie in den Fluss oder den Teich zu fallen fürchtete. Der einzige Ort, an den die Seele geführt werden wollte, war die Weide.
Die Totenstraße ist ein weiteres Merkmal des Jenseits, das die Hethiter mit Sumerern und Akkadern gemeinsam hatten. Entsprechend bezeichneten die Hethiter die Totenstraße sumerographisch als DKASKAL.KUR und hieroglyphenluwisch als (DEUS)VIA+TERRA. Die hethitische Totenstraße scheint als unterirdischer Wasserweg verstanden worden zu sein. Hinzu kommt, dass ein hattisches Regenritual aus Nerik von neun unterirdischen Seen und Flüssen spricht.

### Das Totenreich als Weide
Die Hethiter kannten noch ein weiteres Totenreich in Gestalt einer Viehweide, das als Ort galt, „wo es herrliche Fohlen gibt“. Dort führte die Seele des Verstorbenen, die „zur Weide/Wiese geht“, eine Existenz als Hirte und Bauer. Der Glaube an ein als Weide gestaltetes Totenreich scheint Grabbeigaben zufolge in allen hethitischen Gesellschaftsschichten verbreitet gewesen zu sein. Auch scheint ein Begräbnisritualtext aus Kizzuwatna darauf hinzudeuten, dass nicht nur der König und die Königin auf die Weide der Unterwelt gelangten. Derjenige, dessen „Tag der Mutter“ gekommen war, dessen Mutter nahm ihn bei der Hand und begleitete ihn dorthin.

## Gottheiten der Unterwelt
Der ursprünglich hattische Gott der Unterwelt, welcher auch von den Hethitern verehrt wurde, war Lelwani. Er stand an der Spitze der im ḫešta-Haus verehrten chthonischen Gottheiten. Die Gottheiten, die in seinem Gefolge verehrt wurden, waren der Tagesgott, Tašammat und Tašimmet, die Sonnengöttin von Arinna, die Schicksalsgöttinnen Ištuštaya und Papaya, Ḫašammeli und Zilipuri. Des Weiteren zählten noch das Fenster, Šitarzuna, das Holz des Türriegels, Rappa, der Herd und die „Jahre“ zum Gefolge des Lelwani. Der Großteil jenes zusätzlichen Gefolges besteht aus heiligen Kultobjekten. Lelwani wurde in hethitischer Großreichszeit mit der hurritischen Unterweltsgöttin Allatum gleichgesetzt und nahm dadurch ein weibliches Geschlecht an., Allatum ersetzte ihn später vollständig an der Spitze der im ḫešta-Totentempel verehrten Gottheiten.
Unter luwischem Einfluss wurde die Sonnengöttin der Erde der Erde die Herrin der hethitischen Unterwelt. Sie wurde mit der hurritischen Unterweltsgöttin Allani gleichgesetzt. Aufgabe der Sonnengöttin der Erde war es die Tore der Unterwelt zu öffnen und die Erde von Unreinheit, Bosheit und Krankheit zu reinigen. Sie hatte ein großes Gefolge, bestehend aus einem Schutzgott, einem Wesir, verschiedenen Dienern, einem Aufseher der Eunuchen, einem Aufseher der Friseure und den Gottheiten Ḫilašši, Darawa/Daraweš und Paraya. Ähnlich wie im hattischen Bereich der chthonische Aspekt der Sonnengöttin von Arinna gemeinsam mit den Schicksalsgöttinnen Ištuštaya und Papaya oder im hurritischen Bereich die Göttin Allani gemeinsam mit den Schicksalsgöttinnen Ḫudena Ḫudellura das Schicksal eines neugeborenen Menschen festlegten, so übernahm die Sonnengöttin der Erde im luwischen Bereich diese Aufgabe gemeinsam mit den Schicksalsgöttinnen Gulšeš.